# Behavioral Neuroscience
Behavioral Neuroscience è una rivista scientifica bimestrale sottoposta a revisione paritaria e pubblicata dall'American Psychological Association. È stata fondata nel 1983 e si occupa di ricerca nel campo delle neuroscienze comportamentali.
La rivista ha implementato le linee guida per la promozione della trasparenza e dell'apertura (TOP). Le linee guida TOP forniscono una struttura per la pianificazione e il rendiconto della ricerca e mirano a rendere la ricerca più trasparente, accessibile e riproducibile.

## Indicizzazione
Gli abstract e gli articoli della rivista sono indicizzati da MEDLINE/PubMed e Social Sciences Citation Index.
Secondo il Journal Citation Reports, nel 2023 la rivista ha ricevuto un fattore di impatto pari a 1,6. Al 2025, con un indice H pari a 54,47, si è posizionata al 37º posto fra 82 riviste presenti nella categoria delle neuroscienze comportamentali di scimagojr.com.